# Khowai
Khowai là một thị xã và là một nagar panchayat của quận West Tripura thuộc bang Tripura, Ấn Độ.

## Địa lý
Khowai có vị trí 24°06′B 91°38′Đ / 24,1°B 91,63°Đ Nó có độ cao trung bình là 23 mét (75 feet).

## Nhân khẩu
Theo điều tra dân số năm 2001 của Ấn Độ, Khowai có dân số 17.621 người. Phái nam chiếm 51% tổng số dân và phái nữ chiếm 49%. Khowai có tỷ lệ 86% biết đọc biết viết, cao hơn tỷ lệ trung bình toàn quốc là 59,5%: tỷ lệ cho phái nam là 88%, và tỷ lệ cho phái nữ là 85%. Tại Khowai, 9% dân số nhỏ hơn 6 tuổi.